# Tommy Boy Entertainment
Tommy Boy Entertainment (früher Tommy Boy Records) ist ein US-amerikanisches Musiklabel, das sich hauptsächlich in den Musikrichtungen Hip-Hop und Electronica engagiert. Das Label wurde 1981 von Tom Silverman gegründet, nach dem es auch benannt ist.

## Geschichte
Silverman hatte seit 1978 das Magazin Disco News herausgebracht und dann mit einem Darlehen seiner Eltern das Label als Seitenprojekt gegründet. 1985 stieg Warner Bros. Records mit 50 % bei Tommy Boy ein. 1990 wurde das Label komplett übernommen. Silverman wurde Vizepräsident bei Warner. Warner erlaubt Tommy Boy neben dem eigenen Vertriebsweg auch unabhängige Wege zu wählen, wenn dies opportun erschien. 1995 kauft Silverman 50 % der Anteile zurück, nachdem wegen der Affäre um C. Delores Tucker viele Hip-Hop-Künstler bei Warner zensiert wurden. 1998 wurden die Abteilungen Tommy Boy Gospel und Tommy Boy Black Label, auf Untergrund Hip-Hop spezialisiert, sowie Tommy Boy Silver Label, für elektronische Musik, gegründet. 2001 kam die Filmproduktion Tommy Boy Films hinzu. Nachdem Warner unzufrieden mit den Verkaufszahlen war, kaufte Silverman das Label 2002 wieder zurück. Die Masterbänder aller bisherigen Produktionen blieben ebenso wie die unter Vertrag stehenden Künstler bei Warner. Der Markenname ging zu Silverman über, der Warner eine Lizenz für die Verwendung bei Neuauflagen älterer Produktionen gab. Das Label wurde in Tommy Boy Entertainment umbenannt.

## Künstler
Nach dem Rückkauf durch Silverman sind heute nur noch wenige Künstler bei Tommy Boy unter Vertrag. Im Laufe der Geschichte des Labels waren einige der Pioniere der Hip-Hop-Musik wie Afrika Bambaataa, Capone-N-Noreaga, Coolio, De La Soul, Digital Underground, House of Pain, Naughty by Nature, Prince Rakeem und Queen Latifah bei Tommy Boy unter Vertrag.